# Atemi
Het begrip atemi (Japans: 当身) is afkomstig uit Japanse zelfverdedigingskunsten  als het jiu-jitsu en aikido. Een atemi is een slag, stoot of trap naar een kwetsbare plek van de aanvaller tegen wie men zich verdedigt. De atemi kan bijvoorbeeld met een vuist, meshand, knie, elleboog of voet worden uitgevoerd, maar ook met het hoofd of het hele bovenlichaam.
Een atemi kan om verschillende redenen toegepast worden. Een van deze redenen is om de aanvaller direct onschadelijk te maken. Atemi's op bepaalde plekken zoals de nek kunnen een fatale afloop hebben, maar vaker zullen ze op onschuldigere plekken worden toegepast, en een aanvaller enkel zwaar verwonden. Vaak vormt het toebrengen van een dergelijke atemi de afsluiting van een oefening.
Een andere reden om een atemi toe te passen, is eenvoudig om de aanvaller af te leiden. Een op zich onschuldige trap tegen het scheenbeen is vaak zeer pijnlijk, en zal de greep van de aanvaller dan ook enigszins verslappen, of de aandacht afleiden van de aanzet tot bijvoorbeeld een schouderworp.
Buiten deze redenen zijn er nog meer te noemen, zoals het uit het balans brengen van de aanvaller of het ontregelen van het qi van hem of haar. Verder worden atemi's vaak onberedeneerd in een reflex toegepast, waarbij een van de bovenstaande redenen evengoed wel de basis is van dit handelen.
Er zijn veel delen van het menselijk lichaam, waarop een atemi kan worden toegepast. Vaak worden deze op vereenvoudigde tekeningen van de menselijke anatomie grafisch weergegeven.
Men kan zich tegen een atemi verweren door deze te blokkeren, door tai sabaki toe te passen, of door de energie van de atemi over te nemen en voor de verdediging te gebruiken. De timing van de verdediging tegen een atemi is altijd cruciaal.